# 約瑟夫·施萬特納
约瑟夫·克莱德·施万特纳（Joseph Clyde Schwantner，1943年3月22日—）是一名美国古典作曲家，普利策音乐奖得主，2002年当选美国艺术暨文学学会院士。他是一名多产的音乐家，有近200部作品问世。他在1979年获普利策奖，获奖作品是《无限的余音》（Aftertones of Infinity）。